# Correspondenten (Landskrona)
Correspondenten var en dagstidning utgiven i Landskrona från 23 december 1845 till 29 maj 1941.

## Tidningens titlar
Tidningen hette Correspondenten från starten 1845 till 1 oktober 1846 då den blev Nya Correspondenten från 8 oktober 1846 till 2 december 1848. Nya Korrespondenten blev nytt namn 5 december 1848 till 3 januari 1852 då Korrespondenten från Landskrona ersatte från 7 januari 1852 till 5 oktober 1881 då sammanläggningsnamnet Korrespondenten, Landskrona Tidning började användas från 18 oktober 1881 till tidningens nedläggning 1941. 

## Utgivare och redaktion
Redaktionsort  för tidningen var hela utgivningen Landskrona där tidningen också trycktes. Politisk tendens för tidningen var frisinnad liberal utom från 1929 till 1939 då den var en högerorienterad tidning. Sista året blev den åter folkpartistisk.
Tidningen startades som endagarstidning till 1846 då den blev tvådagarstidning. Under tiden till slutet av 1896 varierade den mellan två och tredagarstidning. Från 1896 blev den sexdagarstidning till upphörde, En periodisk bilaga med allmänt innehåll förekom oregelbundet hela utgivningstiden men 1926 till 1931 gavs en illustrerad lördagsbilaga ut.  Årgång 1858och 1859 saknas i Kungliga Biblioteket.
Förutom ansvariga utgivare och redaktörer har Karl Sjölander varit redaktionssekreterare från 1 december 1896 till 1 maj 1900 och Edvin Österberg efterträdde honom 1 maj 1900. F. T. Borg var tidningens Stockholmskorrespondent 1847.
| Period                 | Ansvarig utgivare          | Titel                     | Period                 | Redaktör              | Titel                         |
| 1845-12-11--1846-08-10 | Rasmussen Jörgen           | boktryckerikonstförvanten | 1845--1855             | J. O. Hofverberg      |                               |
| 1846-08-11--1851-12-23 | Boldt J William            | stadsmäklaren/fabrikören  | 1856-1857              | Janne Damm            | fil dr                        |
| 1851-12-24             | Österberg H F              | boktryckerikonstförvanten | 1881-1892-05-22        | Lorenzon S.           | t. f. läroverksadjunkten      |
| 1880-10-15--1881-10-04 | Österberg Herman Otto Hugo | Boktrycken                | 1892-06--1893-09       | Paul Meijer.Granqvist |                               |
| 1881-10-05--1913-07-24 | Österberg, Otto            | Boktryckaren              | 1893-10--1928-12-31    | Lindholm, Fredrik     | Nytt utgivningsbevis Ny titel |
| 1913-07-25--1931-05-25 | Österberg, Edvin Ivar Hugo | Redaktören                | 1929-01-02--1931-06-30 | Österberg, Edwin      | Huvudredaktör                 |
| 1931-05-26--1941-05-29 | Magnusson, Olof            | Direktören                | 1931-07-01--1941-05-29 | Magnusson. O          |                               |

## Förlag, tryckning, pris och upplaga
Förlaget hette från 1900 till 21 maj 1913 Otto Österberg i Landskrona, Sedan var Edvin Ivar Hugo Österberg i Landskrona förläggare, Efter O Österbergs död så har Korrespondenten övertagits av hans son E I H Österberg" (Journalisten 1913-09 )
Tidningen trycktes bara med trycksvärta. I början på 1800-talet var formatet mindre men ökade efterhand till stora format. Så textmängden ökade trots att antalet sidor var stabilt. Satsytorna var stora hela 1900-talet så kallade broadsheet. Sidantalet var litet hela tiden före 1900 2-4 sidor. Från1900 till 1928 4 sidor men ökade sedan till 6-8 sidor under resten av utgivningstiden. Typsnitt var endast frakturstil till 1848, sedan blandat antikva och fraktur till 30 december 1886 sedan enbart antikva. De första åren kostade tidningen 2 riksdaler banko vilket blev 3 riksdaler 1847-1848. Sedan var det 4 riksdaler till 1856. 1857 gällde 7 riksdaler riksgälds. Från 1858 gällde 6 riksdaler riksmynt (=kr). Det priset för en prenumeration var kvar till 1900 och var stabilt till efter första världskriget då det blev 15 kr. Efter detta sjönk priset till 12 kr under de sista åren. Upplagan var 7200 exemplar 1929 men föll till bara 2500 utan postupplagan 1931 vid den ekonomiska krisen.
| Period                 | Tryckeri                            | Ort        |
| 1845--1851-10-21       | W. Boldts boktryckeri               | Landskrona |
| 1851-10-25--1876-02-15 | H. F. Österbergs boktryckeri        | Landskrona |
| 1876-02-19--1916-02-08 | H. F. Österbergs & Sons Boktryckeri | Landskrona |
| 1916-02-09--1941-05-29 | AB Österbergs boktryckeri           | Landskrona |